# سد العلب
سد العلب هو سد مائي خرساني أقيم في العام 1974 على وادي حنيفة شمال محافظة الدرعية شرق مدينة الرياض.

## الوصف
يقع السد شمال جبال طويق وعلى مسافة 8 كيلومتر أعلى وادي حنيفة ويبلغ طوله 200م وارتفاعه 9.5 كم، وتصل سعته التخزينية إلى 3 ملايين متر مكعب، وتتجمع فيه المياه من شعيب الحيسية والعمارية. وهو بمثابة منتزه يرتاده الأهالي عند اعتدال الطقس وهطول الأمطار حيث يضم ممرات للمشاة بطول 5 كيلومتر وجلسات للمتنزهين ومواقف للسيارات تتسع لـ 200 مركبة، ورصيف للمشاة ودورات مياه.